# Кадзю-дзи
Кадзю-дзи (яп. 勧修寺) — главный буддийский храм школы Сингон-Ямасина. Расположен в квартале Кансюдзи района Ямасина города Киото, Япония. Буддийское название — Кикодзан (яп. 亀甲山, «гора панцыря черепахи»).
Храм был основан в 900 году императором Дайго. Первым наставником был монах Сёсюн (яп. 承俊). Объектом поклонения является бодхисаттва Каннон.
С 905 года храм подчинялся государству. На протяжении всего периода существования храм пользовался покровительством императорской семьи Японии и аристократического рода Фудзивара. За это время в храме накопились многочисленные богатства. В 1470 году во время войны годов Онин Кадзю-дзи сгорел, но был отстроен в XVII веке. Сегодня в хранилищах храма находится немало ценных рукописей и книг.
Часть строений и сокровищ храма зарегистрированы как важные культурные приобретения Японии. Кадзю-дзи славится своими садами и прудом с лотосами и лилиями.
Современный адрес: 京都市山科区勧修寺（かんしゅうじ）仁王堂町27-6 (27-6 Niodo-cho, Kansyuji, Yamashina-ku, Kyoto City).